# Skeleton-Europacup 2006/07
Der Skeleton-Europacup 2006/07 war eine von der Fédération Internationale de Bobsleigh et de Tobogganing (FIBT) veranstaltete Rennserie, die zum siebten Mal ausgetragen wurde und neben dem America’s Cup zum Unterbau des Weltcups gehört. Der Wettbewerb bestand aus vier Saisonrennen auf vier verschiedenen Bahnen in Österreich, Italien und Deutschland.

## Männer

### Veranstaltungen
| Datum             | Ort        | Sieger               | Zweiter              | Dritter         |
| ----------------- | ---------- | -------------------- | -------------------- | --------------- |
| 16. November 2006 | Igls       | Daniel Mächler       | Alberto Polacchi     | Maurizio Oioli  |
| 10. Dezember 2006 | Königssee  | Frank Rommel         | Grégory Saint-Géniès | Michi Halilovic |
| 17. Dezember 2006 | Cesana     | Grégory Saint-Géniès | Michi Halilovic      | Keith Loach     |
| 21. Januar 2007   | Winterberg | Andy Wood            | Chris Type           | Yūki Sasahara   |

### Einzelwertung
| Platz | Sportler             | Land                   | Punkte |
| ----- | -------------------- | ---------------------- | ------ |
| 1     | Grégory Saint-Géniès | Frankreich             | 305    |
| 2     | David Ludwig         | Deutschland            | 250    |
| 3     | Michi Halilovic      | Deutschland            | 190    |
| 4     | Stokes Aitken        | Vereinigte Staaten     | 170    |
| 5     | Frank Rommel         | Deutschland            | 160    |
| 6     | Michael Douglas      | Kanada                 | 145    |
| 7     | David Lingmann       | Deutschland            | 116    |
| 8     | Greg Kirk            | Vereinigtes Königreich | 115    |
| 9     | Keith Loach          | Kanada                 | 104    |
| 10    | Andy Wood            | Vereinigtes Königreich | 100    |

## Frauen

### Veranstaltungen
| Datum             | Ort        | Siegerin        | Zweite          | Dritte             |
| ----------------- | ---------- | --------------- | --------------- | ------------------ |
| 16. November 2006 | Igls       | Marion Trott    | Kathleen Lorenz | Costanza Zanoletti |
| 10. Dezember 2006 | Königssee  | Sarah Reid      | Anja Huber      | Marion Trott       |
| 17. Dezember 2006 | Cesana     | Marion Trott    | Anja Huber      | Sarah Reid         |
| 21. Januar 2007   | Winterberg | Kathleen Lorenz | Sarah Reid      | Marion Trott       |

### Einzelwertung
| Platz | Sportlerin           | Land               | Punkte |
| ----- | -------------------- | ------------------ | ------ |
| 1     | Marion Trott         | Deutschland        | 360    |
| 2     | Kathleen Lorenz      | Deutschland        | 320    |
| 3     | Sarah Reid           | Kanada             | 270    |
| 4     | Katharina Heinz      | Deutschland        | 260    |
| 5     | Olga Korobkina       | Russland           | 192    |
| 6     | Anja Huber           | Deutschland        | 180    |
| 7     | Keslie Ann Tomlinson | Vereinigte Staaten | 159    |
| 8     | Alexandra Lapschowa  | Russland           | 159    |
| 9     | Emily Malcolm        | Kanada             | 155    |
| 10    | Kim Krolewski        | Vereinigte Staaten | 141    |